# Gewerkschaftspluralismus
Unter Gewerkschaftspluralismus versteht man den Wettbewerb verschiedener Gewerkschaften. Damit sehen die Anhänger den Gewerkschaftspluralismus als eine logische Konsequenz aus dem  Gesellschaftspluralismus einer freiheitlichen Demokratie.
Während der Pluralismus im wirtschaftlichen Bereich (Schutz des Wettbewerbs-Kartellverbot-Presse usw.) oder bei den politischen Parteien allgemein unumstritten ist, gehen die Auffassungen über den Gewerkschaftspluralismus auseinander. Kritiker werfen dem Gewerkschaftspluralismus vor, dieser schwäche die Gewerkschaften und damit die Arbeitnehmer, weil er die Gewerkschaften zersplittere. Sie verweisen dabei auf die geschlossene Front der Arbeitgeber, der ebenso geschlossen mittels Einheitsgewerkschaften begegnet werden müsse. Die Übertragung des Wettbewerbsprinzips auf den Gewerkschaftsgedanken sei ein rein mechanistisches Vorgehen, das den realen Hintergrund des Sinns und Nutzens der Gewerkschaft ausblende.